# 异冠裸胞壳
异冠裸胞壳（学名：Emericella variecolor）是属于散囊菌目发菌科裸胞壳属的一种真菌，可生长在土壤、粮食、药材、环氧酚醛层压玻璃等基物上。该种分布于中国、阿尔及利亚、巴西、印度、伊拉克、意大利、马里、巴基斯坦、西班牙、美国、津巴布韦等地。
异冠裸胞壳是星芒曲霉（Aspergillus stellifer）的有性型。